# Acanthopetalum furculigerum
Acanthopetalum furculigerum är en mångfotingart som beskrevs av Karl Wilhelm Verhoeff 1901. Acanthopetalum furculigerum ingår i släktet Acanthopetalum och familjen Schizopetalidae.

## Underarter
Arten delas in i följande underarter:
- A. f. furculigerum
- A. f. kosswigi
- A. f. transitionis